# Ramazanköy
Ramazanköy ist ein Dorf (Köy) im Landkreis Nazımiye der türkischen Provinz Tunceli. Im Jahr 2011 lebten 39 Menschen in Ramazanköy.